# BC Brno
O Basquete Clube Brno (checo:Basketbalový Klub Brno) é um clube profissional de basquetebol situado na cidade de Brno, República Checa que disputa atualmente a Liga Checa.